# Eclissi solare del 10 novembre 1920
L'eclissi solare del 10 novembre 1920 è stato un evento astronomico che ha avuto luogo il suddetto giorno attorno alle ore 15:52 UTC. L'eclissi, di tipo parziale, ha avuto luogo nella maggior parte dell'America del Nord, in Europa occidentale e nell'Africa nord-occidentale, e ha raggiunto il suo massimo alle 15:52:15 UTC.
L'eclissi del 10 novembre 1920 è diventata la seconda eclissi solare nel 1920 e la 47ª nel XX secolo. La precedente eclissi solare avvenne in 18 maggio 1920, la successiva avvenne l'8 aprile 1921.

## Percorso e visibilità
Questa eclissi solare parziale si è manifestata nel Canada orientale e centrale, nel Dominion britannico di Terranova (ora Terranova e Labrador, provincia canadese), presso il gruppo di isole di Saint Pierre e Miquelon; a seguire l'eclissi ha ombrato parte degli Stati Uniti orientali, Bermuda, la metà meridionale della Groenlandia, Islanda, Europa occidentale, Europa centrale occidentale, penisola iberica e Africa nordoccidentale.

## Eclissi correlate

### Eclissi solari 1916 - 1920
Questa eclissi è un membro di una serie semestrale. Un'eclissi in una serie semestrale di eclissi solari si ripete approssimativamente ogni 177 giorni e 4 ore (un semestre) in nodi alternati dell'orbita della Luna.